# Collema thamnodes
Collema thamnodes är en lavart som beskrevs av Riddle. Collema thamnodes ingår i släktet Collema och familjen Collemataceae.   Inga underarter finns listade i Catalogue of Life.